# 维尼 (摩泽尔省)
维尼（法語：Vigny，法語發音：[viɲi] ⓘ；洛林语：Vny）是法国摩泽尔省的一个市镇，属于梅斯区。

## 地理
维尼（48°58'3"N, 6°14'51"E）面积5.83 平方千米，位于法国大東部大區摩泽尔省，该省份为法国东北部内陆省份，是洛林的一部分，西南接默尔特-摩泽尔省，东临下莱茵省，北与卢森堡和德国接壤。
与维尼接壤的市镇（或旧市镇、城区）包括：比希、古万、列翁、帕尼莱古万、圣瑞尔、瑟库尔、索尔涅。

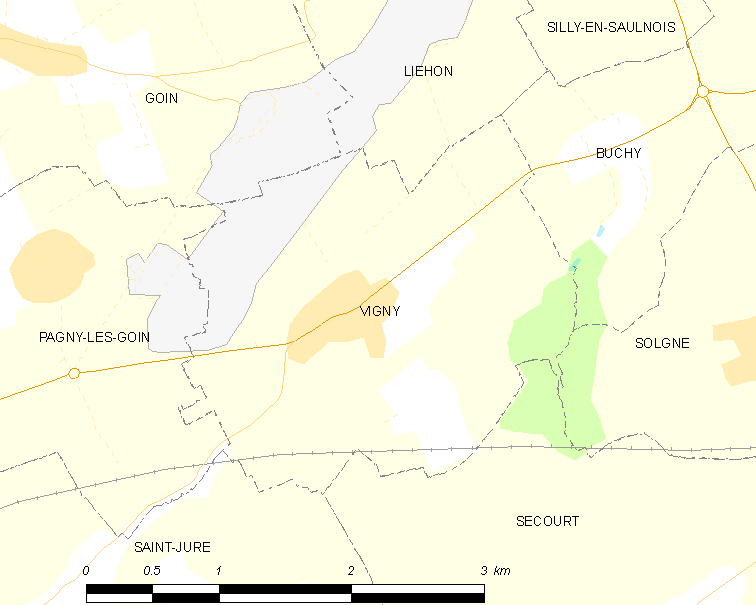
的OSM定位图

维尼的时区为UTC+01:00、UTC+02:00（夏令时）。

## 行政
维尼的邮政编码为57420，INSEE市镇编码为57715。

## 政治
维尼所属的省级选区为索努瓦县。

## 人口

1962-2008年间人口变化图示

维尼于2022年1月1日时的人口数量为386人。